# SIC Comédia
SIC Comédia (SIC Comèdia en català) va ser un canal de televisió portuguès, de caràcter temàtic, propietat de SIC Televisió. El seu contingut era exclusivament d'humor. A dins s'hi oferia una programació àmplia que permetia passar una bona estona en companyia dels millors programes d'humor en portuguès, siguin nacional com internacionals.
Va iniciar la seva etapa el divuit d'octubre del dos mil quatre. Però malauradament va tancar el primer de gener del dos mil set degut als nous projectes de SIC. Inicialment va néixer en substitució del canal de televisió SIC Sempre Gold però només va durar en antena uns 4 anys.
El tancament va ser anunciat als principis del mes de desembre del dos mil sis. Això va provocar protestes online que al final no van aconseguir salvar el canal de televisió, que en aquell moment s'emetia per cable. Encara que la protesta hagués aconseguit més de 3.000 firmes de diferents telespectadors fidels, el canal va deixar d'emetre el trenta-u de desembre del dos mil sis.